# Беренбург

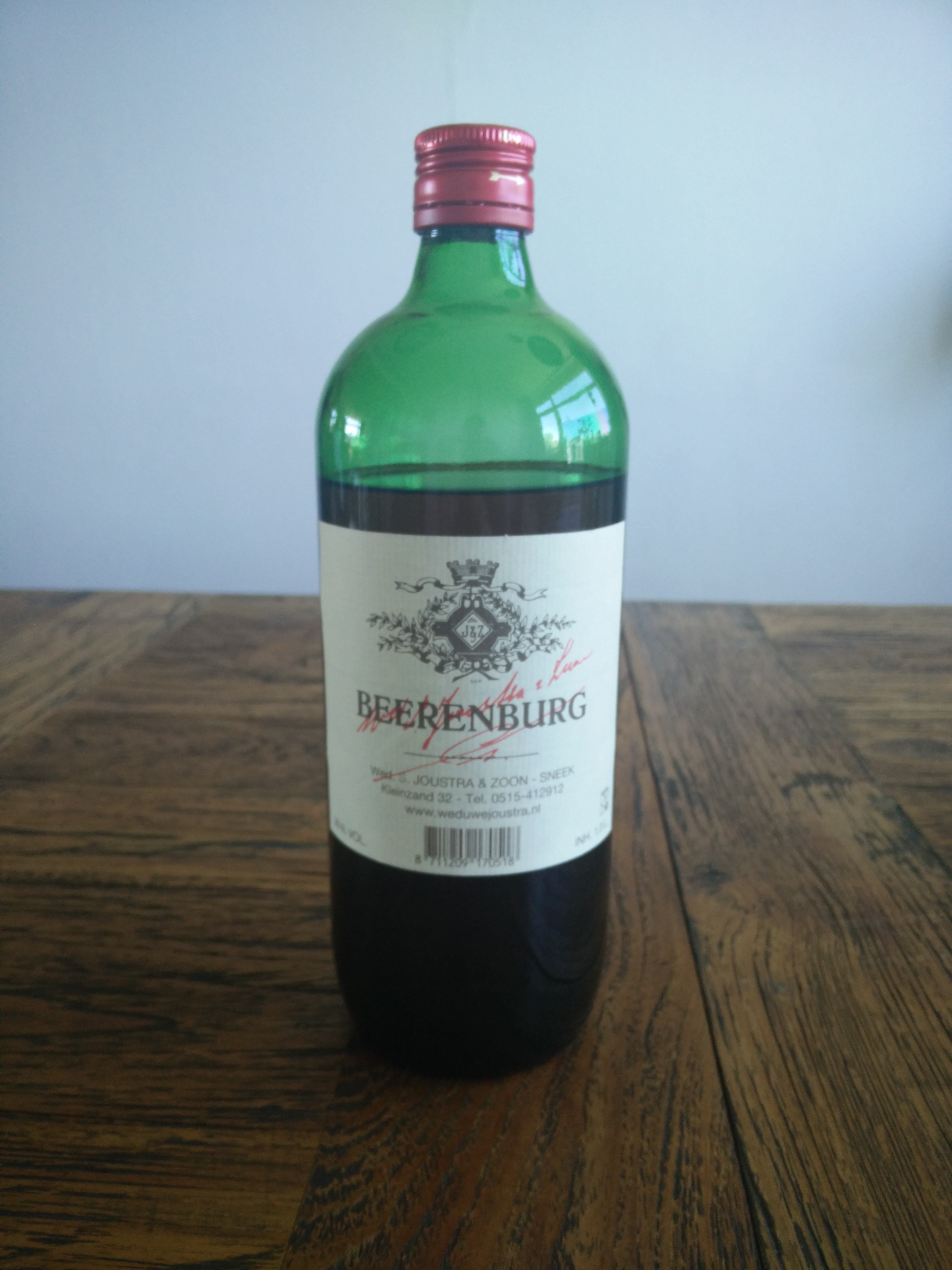
Ведуве Йоустра Беренбург

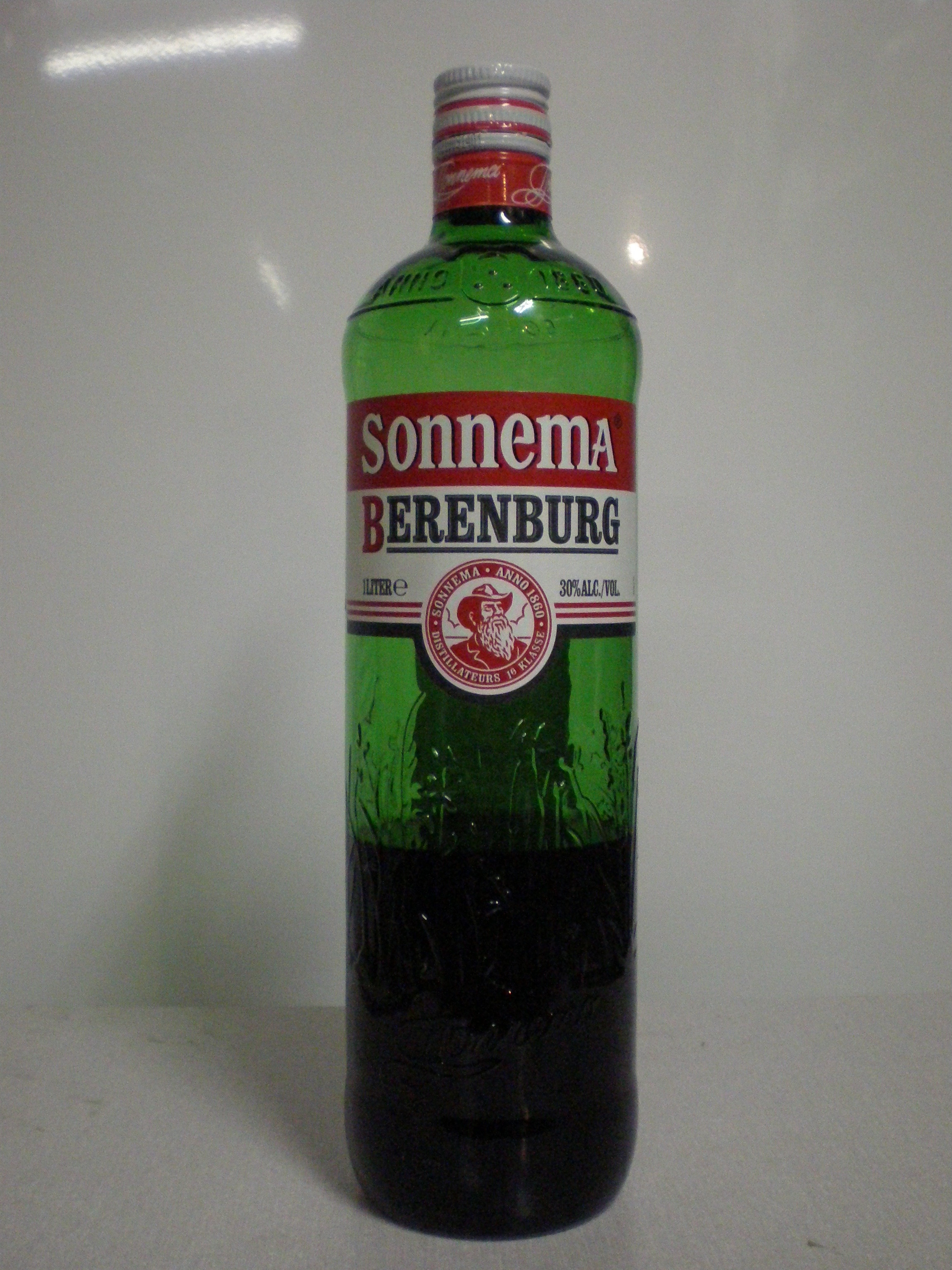
Пляшка Сонема Беренбург

Беренбург (західнофризька: Bearenburch) — нідерландський напій, виготовлений шляхом додавання трав до женеверу з приблизно 30 % алкоголю.
Оригінальний беренбург був виготовлений на початку 18 століття амстердамським торговцем спеціями Хендріком Беренбургом, якому він і завдячує своєю назвою. Беренбург відкрив власну крамницю на Стромаркт 6 в Амстердамі в 1724 році, на даху якого досі зображено ведмедя («пиво»), що виповзає з фортеці («бурхт»). Бееренбург тримав свій рецепт у секреті, але незабаром з'явилися місцеві сорти, кожен зі своїм рецептом. Однак їм не дозволялося використовувати назву «Beerenburg», тому існують варіанти написання, наприклад Berenburg і Berenburger.
Незважаючи на амстердамське (Північна Голландія) походження беренбург, напій став найбільш популярним у північних провінціях Фрисландія, Гронінген і Дренте. Він споріднений італійському амаро, іншому виду трав'яного біттеру.
У Європейському Союзі беренбург класифікується як спиртний напій.

## Марки

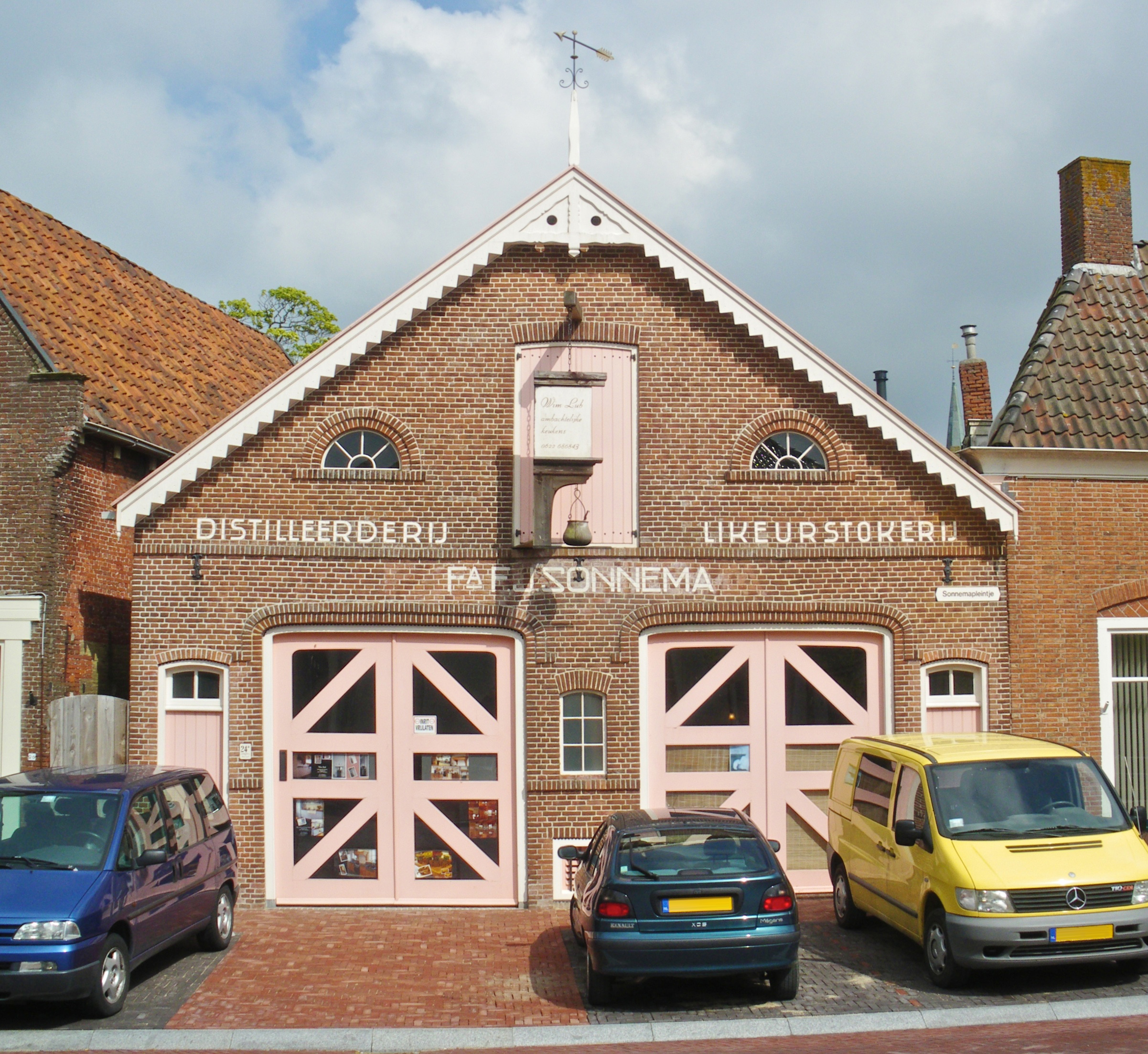
Стара будівля Беренбурзького спиртзаводу FJ Sonnema в Доккюмі

Деякі відомі марки беренбургу: Boomsma (Леуварден), Bokma, Sonnema (Доккюм), Weduwe Joustra (Снек), Plantinga (Болсвард), усі із Фрисландії, та Hooghoudt Kalmoes, із Гронінгена.